# 廣角紅外線探測器
廣角紅外線探測器（Wide Field Infrared Explorer）是美國太空總署於1999年3月5日發射的一顆衛星，由飛馬座XL運載火箭發射升空，進入距離地球表面409至426公里（254 至 265 英里）的極地軌道。廣角紅外線探測器計劃進行為期四個月的21-27 μm和9-15 μm 整個天空的紅外線調查，特別關注星暴星系和發光原星系。
廣角紅外線探測器於升空後出現問題，無法進行紅外線探測，並於2000年9月30日停用，最終於2011年重新進入大氣層並燒毀。

## 外部連結
- Wide Field Infrared Explorer （页面存档备份，存于） by the California Institute of Technology